# Comuna Krasnosilka, Ciudniv
Krasnosilka (în ucraineană Красносільська сільська рада) este o comună în raionul Ciudniv, regiunea Jîtomîr, Ucraina, formată din satele Iasnohirka și Krasnosilka (reședința).

## Demografie
Componența lingvistică a comunei Krasnosilka
     Ucraineană (99,13%)
     Alte limbi (0,87%)
Conform recensământului din 2001, majoritatea populației comunei Krasnosilka era vorbitoare de ucraineană (99,13%), existând în minoritate și vorbitori de alte limbi.